# Roni Súruk
Roni Súruk (héberül: רוני שורוק; 1946. február 24. –)  izraeli  válogatott labdarúgó.

## Pályafutása

### Klubcsapatban
1966 és 1974 között a Hakóáh Rámat Gan csapatában játszott, 1975 és 1976 között pedig a Makkabi Haifa játékosa volt.

### A válogatottban
1969 és 1970 között 9 alkalommal szerepelt az izraeli válogatottban és 4 gólt szerzett. Részt vett az 1970-es világbajnokságon.

## Sikerei
Hakóák Rámat Gan
- Izraeli bajnok (1): 1972–73
- Izraeli kupa (2): 1968–69, 1970–71

## Külső hivatkozások
- Roni Súruk adatlapja a National-Football-Teams.com oldalon (angolul)